# Parachernes subrotundatus
Parachernes subrotundatus är en spindeldjursart som först beskrevs av Luigi Balzan 1892.  Parachernes subrotundatus ingår i släktet Parachernes och familjen blindklokrypare. Inga underarter finns listade i Catalogue of Life.